# Delia littoralis
Delia littoralis är en tvåvingeart som först beskrevs av Jean-Baptiste Robineau-Desvoidy 1830.  Delia littoralis ingår i släktet Delia och familjen blomsterflugor.
Artens utbredningsområde är Frankrike. Inga underarter finns listade i Catalogue of Life.